# Johan Cortsen
Johan Cortsen (født 3. maj 1814 i Randers, død 30. oktober 1888 i København) var en dansk snedkermester og politiker, far til Carl Cortsen.
Han var født i Randers, hvor hans fader, Rasmus Cortsen (1775-1843), var købmand; hans moder var Christiane Hansen (1774-1841). Efter konfirmationen kom han i snedkerlære i Aarhus, blev svend her i 1832 og drog i 1835 til København, hvor han gjorde mesterstykke og tog borgerskab i 1842. Som en meget benyttet bygningssnedker arbejdede han sig her op til at blive en agtet og velstående mand, der hurtig fik forskellige tillidshverv. Fra 1854-74 var han bisidder (medbestyrer) i Kjøbenhavns Snedkerlav, der i juli 1856 delegerede ham til det store håndværkermøde, som dengang fra landets forskellige egne samledes i København til støtte for den stærkt truede lavsinstitution. Mødet var sammenkaldt af den til værn for lavsvæsenet i 1840 stiftede Haandværkerforening i Kjøbenhavn, og i denne forening blev Cortsen næstformand i 1856 og formand i 1869, en stilling, som han bevarede til sin død. Efter at næringsfriheden i 1857 var slået fast, udvidede foreningen sine opgaver, og således vedtog den i 1862 at opføre den efterhånden stærkt voksende håndværkerstiftelse på Nørrebro, Alderstrøst, der navnlig støttedes ved overskuddet af foreningens i 1857 oprettede industrilotteri. Herved var Cortsen virksom, og det kan yderligere mærkes, at Haandværkerforeningen i 1876 valgte ham til sin delegerede i bestyrelsen for Det tekniske Selskabs Skole og i 1879 og repræsentant i den samme år oprettede Fællesrepræsentation for dansk Industri og Haandværk. Hertil kan endnu føjes, at han i 1857 og 1858 var borgerrepræsentant, og at han i en årrække var medlem af bestyrelserne for Kjøbenhavns Brandassurance-Kompagni og Vridsløselille Fængselselskab. Fra 1835-57 gjorde han tjeneste i Livjægerkorpset. Cortsen blev Dannebrogsmand 1851, Ridder af Dannebrog 1871 og fik Fortjenstmedaljen i guld 1887. Han døde 30. oktober 1888 efter et kort sygeleje. Han er begravet på Assistens Kirkegård.
Han ægtede 5. november 1846 i Helligåndskirken Johanne Frederikke Schultz (4. august 1820 i København – 1. februar 1913 sammesteds), datter af skræddermester Johan Schultz (ca. 1782-1841) og Cathrine Keller (1787-1867).
Der findes et xylografi fra 1871, et portrætmaleri af Frederik Vermehren efter fotografi (Haandværkerforeningen) og et fotografi af L.P. Rasmussen.